# Liste der Kulturgüter in Inwil
Die Liste der Kulturgüter in Inwil enthält alle Objekte in der Gemeinde Inwil im Kanton Luzern, die gemäss der Haager Konvention zum Schutz von Kulturgut bei bewaffneten Konflikten, dem Bundesgesetz vom 20. Juni 2014 über den Schutz der Kulturgüter bei bewaffneten Konflikten sowie der Verordnung vom 29. Oktober 2014 über den Schutz der Kulturgüter bei bewaffneten Konflikten unter Schutz stehen.
Objekte der Kategorien A und B sind vollständig in der Liste enthalten, Objekte der Kategorie C fehlen zurzeit (Stand: 1. Januar 2023). Unter übrige Baudenkmäler sind zusätzliche Objekte zu finden, die im kantonalen Denkmalverzeichnis verzeichnet und nicht bereits in der Liste der Kulturgüter enthalten sind.

## Kulturgüter
| Foto | | Objekt                                                                     | Kat. | Typ | Standort                             | Beschreibung |
| ---- | --------------------------------------------------------------------------------------------------- | -------------------------------------------------------------------------- | ---- | --- | ------------------------------------ | ------------ |
| ja   | Datei hochladen · Wikidata zu Alt-Eschenbach, mittelalterliche Stadtwüstung, Burgruine (Q29522183)  | Alt-Eschenbach, mittelalterliche Stadtwüstung und Burgruine KGS-Nr.: 09588 | A    | F   | Burgschache 669500 / 218749          |              |
| ja   | Datei hochladen · Wikidata zu katholische Kirche St. Peter und Paul mit Beinhauskapelle (Q29785600) | Katholische Kirche St. Peter und Paul mit Beinhauskapelle KGS-Nr.: 03709   | B    | G   | Pfarrhof 2.2, 2.3 669176 / 219422    |              |
| ja   | Datei hochladen · Wikidata zu Kapelle St. Katharina mit Bauernhaus (Q29785599)                      | Kapelle St. Katharina mit Bauernhaus KGS-Nr.: 03710                        | B    | G   | St. Katharina 1.3, 1 670530 / 219139 |              |

## Übrige Baudenkmäler
| ID  | Foto |                 | Objekt                               | Typ | Standort                          | Beschreibung |
| --- | ---- | --------------- | ------------------------------------ | --- | --------------------------------- | ------------ |
| 10b | BW   | Datei hochladen | Speicher                             | G   | Butwil 2.2 670298 / 220384        |              |
| 300 | BW   | Datei hochladen | Kapelle Unter Pfaffwil               | G   | Unter Pfaffwil 10 671743 / 220355 |              |
| 380 | BW   | Datei hochladen | Kapelle bei der Liegenschaft Sürpfen | G   | Sürpfen 1.4 670215 / 221651       |              |
| 664 | ja   | Datei hochladen | Bauernhaus beim Hof Ämmedingen       | G   | St. Katharina 1 670557 / 219155   |              |

Legende: Siehe Legende der Liste der Kulturgüter von nationaler und regionaler Bedeutung. Anstelle der KGS-Nummer wird als Objekt-Identifikator (ID) die Gebäudenummer im kantonalen Denkmalverzeichnis verwendet.